# Starozagorská červená slepice
Starozagorská červená slepice je staré krajové plemeno slepice, která se chová jako středně těžké plemeno s kombinovanou užitkovostí (vejce, maso). Oficiálně je uznané od roku 1970.

## Původ plemene
Starozagorská červená slepice pochází z okolí města Stara Zagora ve středním Bulharsku. Ve 20. století zkřížená s nosivým plemenem červená rodajlenka.

## Popis
Starozagorská červená slepice má rezavočervené peří. Hřeben a laloky jsou červené. Snáší 215 - 220 hnědých vajec s hmotností 58-60 g.